# Røra
Røra stasjon este o localitate din comuna Inderøy, provincia Nord-Trøndelag, Norvegia, cu o suprafață de 0,42 km² și o populație de 419 locuitori (2013).